# Catharina Petit
Catharina Christina Petit (geboren um 1660; begraben am 16. März 1740 in Amsterdam) war eine niederländische Schauspielerin.

## Leben

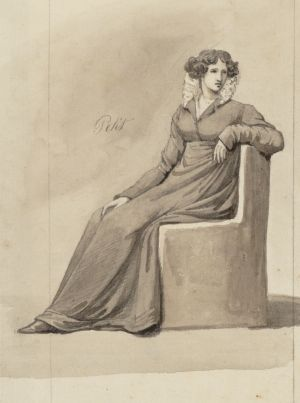
Catharina oder Maria Petit

Catharina Petit wurde um 1660 vermutlich in Harderwijk geboren. Sie war die Tochter von Jean Baptiste Petit (gest. 1680) und Beatrix Rocataliata (gest. 1687). Ihre Eltern kamen 1662 nach Amsterdam, wo sie sich mit einer Bescheinigung aus Harderwijk eintragen ließen. Es ist nicht völlig gesichert, dass Catherine die Tochter von Jean Baptiste Petit und Beatrix Rocataliata war, aber dies gilt als mehr als wahrscheinlich. Vermutlich stammte die Familie aus der Theaterwelt, da sie alle Merkmale einer Theaterfamilie aufweisen. Nicht nur Catharina Petit ging zur Bühne, auch zwei ihrer Schwestern, Maria und Isabella, sowie ihr Bruder Jan (1653 – vor Juli 1725) wählten diese Karriere. Ihre jüngste Schwester Ester (1667–1686?) starb wahrscheinlich im Alter von 19 Jahren.
Catharina Petit war von 1677 bis zu ihrem Tod mit der Stadsschouwburg Amsterdam verbunden. Ihr Spielerlohn stieg im Laufe der Jahre von 2,5 Gulden im Jahr 1678, auf 6 Gulden pro Auftritt. Im April 1681 heiratete sie Hermanus Benjamin (1653/54–1703), der ebenfalls mit dem Theater verbunden war, unter anderem als Schauspieler und Souffleur. Ihre Tochter Jacoba wurde acht Monate später, am 26. Dezember getauft. Einige Jahre später – im Jahr 1687 – lebten Catharina, ihre Schwester Maria sowie ihre Männer und Kinder wahrscheinlich zusammen in einem Haus. Sie waren im Mai 1687 alle, mit weiteren anderen Schauspielern und Schauspielerinnen fristlos entlassen worden. Dies könnte mit dem Missmanagement des Theaters zu tun gehabt haben.
Im Sommer erhielten Catharina Petit und ihr Mann jedoch einen gemeinsamen Vertrag über ein Gehalt von 1.300 Gulden pro Jahr, während sie 1693, ebenfalls in einem gemeinsamen Vertrag, für zehn Gulden pro Vorstellung engagiert wurden. Ihre Karriere weist nur eine kurze Unterbrechung im Jahr 1696 auf, als sie zusammen mit ihrem Mann und ihrer Schwester Maria ihren Vertrag brach, indem sie das Amsterdamer Theater während der Aufführungssaison verließen, um bei der Leidener Truppe des Theaterunternehmers Jacob van Rijndorp zu spielen. Es folgte ein Prozess, die „Deserteure“ wurden mit einer Geldstrafe belegt und mussten nach Amsterdam zurückkehren. Catharina Petit spielte während der jährlichen Sommerschließungen der Schouwburg auch außerhalb von Amsterdam. So erhielt sie mit anderen 1701 und 1705 die Erlaubnis, während der jährlichen Messe in Haarlem aufzutreten. Ihr Gehalt wurde am Ende ihrer Karriere auf drei Gulden gekürzt. Sie war damals fast achtzig und spielte wahrscheinlich nicht mehr die Hauptrollen, die sie seit mindestens 1693 gespielt hatte.
Über ihre Rollen ist wenig bekannt, ihre Paraderolle war offenbar die der Klytämnestra in der Tragödie „Ifigenia in Aulis“ von Jean Racine. Über ihr Spiel wurde gesagt, sie spielte „wunderschön, sehr stolz und würdevoll“ und sogar „ohne Parallele“.
Im Jahr 1693 behauptete ein anonymer Schriftsteller, wenn Catharina Petit oder ihre Schwester Maria sterben oder das Theater verlassen würden, wäre es „keinen Pfennig wert“, „weil dort niemand ist, der die Fähigkeit hat, ihre Rollen zu spielen“.
Catharina Petit starb im Alter von etwa achtzig Jahren. Sie wurde am 16. März 1740 begraben.